# Nava de Francia
Nava de Francia – gmina w Hiszpanii, w prowincji Salamanka, w Kastylii i León, o powierzchni 16,51 km². W 2011 roku gmina liczyła 142 mieszkańców.